# West Wycombe
West Wycombe – wieś w Anglii, w hrabstwie Buckinghamshire, w dystrykcie (unitary authority) Buckinghamshire. Leży 49 km na zachód od centrum Londynu. W 2001 miejscowość liczyła 1176 mieszkańców.